# Wink (Texas)
Wink es una ciudad ubicada en el condado de Winkler en el estado estadounidense de Texas. En el Censo de 2010 tenía una población de 940 habitantes y una densidad poblacional de 311 personas por km².

## Geografía
Wink se encuentra ubicada en las coordenadas 31°45′16″N 103°9′15″O / 31.75444, -103.15417. Según la Oficina del Censo de los Estados Unidos, Wink tiene una superficie total de 3.02 km², de la cual 3.02 km² corresponden a tierra firme y (0%) 0 km² es agua.

## Demografía
Según el censo de 2010, había 940 personas residiendo en Wink. La densidad de población era de 311 hab./km². De los 940 habitantes, Wink estaba compuesto por el 85.21% blancos, el 0.74% eran afroamericanos, el 0.64% eran amerindios, el 0% eran asiáticos, el 0% eran isleños del Pacífico, el 9.89% eran de otras razas y el 3.51% pertenecían a dos o más razas. Del total de la población el 27.02% eran hispanos o latinos de cualquier raza.